# Kizuna AI
Kizuna AI (tiếng Nhật: キズナアイ), hay là Ai Kizuna theo cách đọc phương Tây, là một YouTuber ảo người Nhật. Cô tự xưng mình là người máy có trí tuệ nhân tạo. Tính đến 2018, cô điều hành hai kênh YouTube, "A.I.Channel" và "A.I.Games" Kizuna tự nhận mình là YouTuber Ảo đầu tiên, mặc dù kênh đầu tiên sử dụng hình đại diện CG cho mục đích làm vlog trên YouTube là kênh tiếng Anh-Nhật Ami Yamato, người đã ra mắt video đầu tiên của cô vào năm 2011 và sau đó là Mattel áp dụng một khái niệm tương tự, liên quan đến việc sử dụng tính cách ảo cho chiến dịch quảng cáo năm 2015. Vào ngày 29 tháng 11 năm 2016, Kizuna bắt đầu đăng video lên kênh YouTube đầu tiên của mình là "A.I.Channel". Kênh thứ hai, "A.I. Games" đã được mở vào tháng 3 năm 2017 cho nội dung liên quan đến làm game. Sau buổi Concert cuối cùng vào ngày 26 tháng 2 năm 2022, cô chính thức chia tay khán giả.
Thiết kế nhân vật của cô được tạo ra bởi Morikura En và mô hình 3D bởi Tomitake với sự giám sát từ Tda. Hiện vẫn chưa rõ danh tính của nữ diễn viên lồng tiếng của Kizuna và các nhân viên khác có liên quan. Nhiều người suy đoán rằng Kizuna được tạo ra bằng cách sử dụng phần mềm MikuMikuDance, và đưa ra biểu hiện và hành động trên khuôn mặt bằng cách sử dụng công nghệ ghi lại chuyển động. Nội dung video của Kizuna tương tự như nhiều YouTuber khác, bao gồm chủ yếu là các cuộc thảo luận, video hỏi đáp, và các video dạng "Let's Play" truyền thống. Vì Kizuna chỉ giao tiếp bằng tiếng Nhật nên người hâm mộ đóng góp bản dịch cho video thông qua Máy chủ Discord chính thức của cô. Kizuna cũng đã biểu diễn tại các Hội thảo về Anime khác nhau, và cũng đã làm việc với nhiều công ty trò chơi.

## Sản xuất
Kizuna là một nhân vật ảo trực tuyến được xây dựng hoàn toàn bằng phần mềm. Vì danh tính của các nhà sản xuất phía sau đó không được tiết lộ, biên tập hoạt hình, nhà sản xuất, biên tập video, diễn viên lồng tiếng và người chơi trò chơi cũng không rõ. Tuy nhiên, các video đã duy trì tiêu chuẩn sản xuất cao ở các khía cạnh như thiết kế nhân vật, chỉnh sửa đa hướng và xử lý chuyển động, vượt xa mức độ của người chơi. Kênh YouTube của Kizuna được cho là được quản lý bởi toàn bộ đội ngũ sản xuất, và lựa chọn ẩn danh xuất phát từ mong muốn giữ nguyên vẹn khái niệm thần tượng ảo ấy. Mặc dù điều này đã gây ra suy đoán liên quan đến đội ngũ vận hành và công nghệ. Các video của Kizuna được sản xuất bởi công ty sản xuất kỹ thuật số Activ8 có trụ sở tại Tokyo.
Tất cả các thành viên có liên quan đến thiết kế của Kizuna đều là những người có tiếng trong ngành giải trí. Bao gồm Morikura En là thiết kế nhân vật, Tomitake làm mô hình 3D và Tda giám sát mô hình. Morikura là một hoạ sĩ khá nổi tiếng trong việc minh họa các tác phẩm nghệ thuật. Tomitake đã thiết kế nhiều mô hình 3D và hoạt động cùng với Tda, một chuyên gia thiết kế 3D trong MikuMikuDance.
Kizuna được cho là do một nữ diễn viên chuyên nghiệp thủ vai, mặc dù danh tính của người diễn viên không được công khai. Không ai công khai là diễn viên lồng tiếng của cô, và không có kế hoạch công bố công khai bất kỳ thông tin nào về chủ đề này. Người ta suy đoán rằng giọng nói và hành động của Kizuna do cùng một người thủ vai, vì chúng đồng bộ với nhau.
Tuy nhiên, vào ngày 24 tháng 4 năm 2020, Kizuna AI đã tiết lộ trên Twitter của mình rằng diễn viên lồng tiếng Kasuga Konomi là người lồng tiếng cho mình

### Cá nhân
Kizuna nhận thức được việc cô là một nhân vật ảo, và tuyên bố rằng cô ấy là một trí tuệ nhân tạo độc lập (Do đó tên là: Kizuna A.I). Khái niệm chính về một nhân vật trong bối cảnh ảo được tạo ra thông qua Kizuna, vì vậy cô được công nhận là "người dùng YouTube ảo" đầu tiên trên thế giới. Một bài viết tháng 10 năm 2018 từ BBC Capital lưu ý một chiến dịch quảng cáo của Mattel cho Barbie năm 2015 với cùng một khái niệm tương tự.
Trong video đầu tiên của mình, Kizuna giới thiệu bản thân. Ngoài ý nghĩa chung của "trí tuệ nhân tạo", "AI" cũng là một cách chơi chữ của từ tiếng Nhật "愛" n.đ. 'Ái', nghĩa là "yêu". Kizuna được thiết kế như một cô gái hoạt hình 2.5D trẻ trung và moe, việc này thu hút nhiều người dùng YouTube. Tuổi xuất hiện của Kizuna là khoảng 16 tuổi, mặc dù cô tiết lộ rằng cô chỉ mới năm tuổi thôi, và sinh nhật của cô ấy là ngày ngày 30 tháng 6. Kizuna cao 156 cm, trong lượng trung bình 46 kg, và số đo ba vòng là 85-59-83.
Ngoại hình tổng thể của Kizuna sử dụng tông màu hồng và trắng.. Cô ấy có mái tóc dài bồng bềnh, kết hợp với thuốc nhuộm tóc màu hồng. Cô ấy đeo một chiếc băng đô lắc lư màu hồng với một nút hình bướm. Dây buộc tóc có thiết kế hình trái tim hai lá, tương ứng với từ "Ai", nghĩa là "yêu" trong tên của cô. Áo trắng không tay của Kizuna cũng mang lại cảm giác tương lai. Nó được thiết kế để nhấn mạnh vào lưng và cơ thể của cô ấy, cũng như làm cho cô ấy trông thon thả hơn. Tranh thêu trên ngực cô là kí tự "A". Tay áo và đùi cao của cô được trang trí bằng ren, trong khi cao và đùi của cô tạo thành một "absolute territory".
Kizuna là fan lớn của Love Live! và Love Live! School Idol Festival; Nhân vật yêu thích của cô là Yazawa Nico. Trong một cuộc phỏng vấn với PANORA, Kizuna đề cập rằng cô ấy rất chú ý đến các nhóm thần tượng như Keyakizaka46 và Nogizaka46. Kizuna thích cách các thần tượng theo đuổi giấc mơ của họ giống như cô ấy đang làm. Trong thiết kế nhân vật của mình, cô cũng thích dành thời gian trong không gian ảo để chơi trò chơi điện tử.